# Эстансия (микрорегион)

Эстансия на карте.

Эстансия (порт. Microrregião de Estância) — микрорегион в Бразилии, входит в штат Сержипи. Составная часть мезорегиона Восток штата Сержипи. 
Население составляет 	123 628	 человек (на 2010 год). Площадь — 	2 023,824	 км². Плотность населения — 	61,09	 чел./км².

## Демография
Согласно сведениям, собранным в ходе переписи 2010 г. Национальным институтом географии и статистики (IBGE), население микрорегиона составляет:						
| Полное население                             | Полное население                             | Полное население                             | Полное население                             | 123 628 |
| -------------------------------------------- | -------------------------------------------- | -------------------------------------------- | -------------------------------------------- | ------- |
| в том числе:                                 | Городское население                          | 75 129                                       | Процент городского населения, %              | 60,77   |
|                                              | Сельское население                           | 48 499                                       | Процент сельского населения, %               | 39,23   |
|                                              | Мужское население                            | 61 211                                       | Процент мужского населения, %                | 49,51   |
|                                              | Женское население                            | 62 417                                       | Процент женского населения, %                | 50,49   |
| Плотность населения, чел/км²                 | Плотность населения, чел/км²                 | Плотность населения, чел/км²                 | Плотность населения, чел/км²                 | 61,09   |
| Население микрорегиона в % к населению штата | Население микрорегиона в % к населению штата | Население микрорегиона в % к населению штата | Население микрорегиона в % к населению штата | 5,98    |

## Статистика
- Валовой внутренний продукт на 2004 составляет 885 627 777,00 реалов (данные: Бразильский институт географии и статистики).
- Валовой внутренний продукт на душу населения на 2004 составляет 7491,92 реалов (данные: Бразильский институт географии и статистики).
- Индекс развития человеческого потенциала на 2000 составляет 0,640 (данные: Программа развития ООН).

## Состав микрорегиона
В составе микрорегиона включены следующие муниципалитеты:
1. Эстансия
2. Индиароба
3. Итапоранга-д’Ажуда
4. Санта-Лузия-ду-Итаньи